# 津田短期大学
津田短期大学（日语：／ Tsuda Tanki Daigaku *），简称津田短（つだたん），是过去一所位于日本鸟取县鸟取市的私立短期大学。

## 概要

### 简介
- 学校最早可以追溯到1927年即津田善清创办的英语塾在大阪府大阪市阿倍野区[1]、由学校法人津田学院经营。招生到1980年[2]、停办于1982年。招収只女学生（但是大体从1958年到1963年招収了男学生于英语科）。以「学问，技术，作为自主的学园，喜欢真理和正义，为能人的福利贡献的女子的教育」[注 2][1]。

### 历史
- 1955年 '津田短期大学成立并同时设置一个学科即英语科[2]。
- 1962年 家政科成立[2]。
- 1963年 营养科成立[2]。
- 1964年 保育科成立[2]。
- 1980年 招生最后、次年停止招生（正式停办于1982年9月30日）[2]。

## 学校环境
- 校区：在了鸟取县鸟取市[注 1]

## 历任校长
- 津田市正[1]

## 组织

### 学科
- 英语科
- 家政科
- 营养科
- 保育科

### 专科
- 没有

### 业余课程
- 没有

### 附属学校
- 高等学校：津田短期大学附属高等学校成立于1948年、停办于1976年。

## 相关链接
- 日本短期大学列表